# DNA-girase
A DNA-girase é uma topoisomerase do tipo II A presente em procariotos, sendo muito bem estudada em bactérias Escherichia coli. A girase é uma topoisomerase tipo II especializada, capaz de introduzir superenrolamentos negativos em um DNA circular através de uma reação dependente de ATP, uma característica que a torna única entre as topoisomerases. Todas as outras topoisomerases, com exceção da girase reversa, apenas relaxam superenrolamentos.
As topoisomerases do tipo II também são capazes de concatenar e desencadear círculos de fita dupla, bem como de atar e desatar nós nesses mesmos círculos. Essas enzimas têm a função de desemaranhar o DNA durante processos replicação, reparo e recombinação do DNA, bem como na segregação dos cromossomos-filhos nas células em divisão.

## Estrutura da DNA-girase
A enzima DNA-girase é composta por subunidades A e B, que formam um heterotetrâmero A2B2. As subunidades A e B da girase são denominadas GyrA e GyrB.
A subunidade GyrB contém pelo menos três domínios: (1) um domínio atípico de ligação ao ATP formado por uma nova dobra chamado de "Bergerat fold" seguido por uma região de bandas antiparalelas; (2) um domínio de ligação a ácidos nucleicos encontrado na proteína ribossômica S5; e (3) um domínio envolvido na reação de topoisomerização partilhada por topoisomerases tipo IA e tipo IIa, bem como por primases do tipo DnaG e algumas nucleases, denominado domínio "Toprim”.
A subunidade GyrA contém uma região envolvida principalmente na atividade de clivagem / religação que é semelhante ao domínio de ligação ao DNA CAP também encontrado no tipo Topoisomerases IA e tipo IIb. Finalmente, o terminal carboxilo de GyrA contém resíduos essenciais para o envolvimento do DNA em torno da estrutura da girase e não é conservado dentro da família IIa.

## Função da DNA-girase
A girase cliva as fitas de um dúplex de DNA, passando um dúplex por entre a região de quebra e ligando, novamente, as duas fitas separadas.
Uma grande quantidade de dados bioquímicos e estruturais foi acumulada a partir dos estudos da E. coli girase, produzindo uma imagem relativamente clara do seu mecanismo. Os estudos realizados sugerem como modelo o tipo passagem de fita para o mecanismo das topoisomerases do tipo IIA.

Mecanismo de ação proposto para a enzima DNA-girase. Modelo passagem de fita.

A enzima captura um DNA duplex e depois o segmento de DNA envolve a enzima formando um cruzamento positivo que é convertido em um cruzamento negativo por clivagem de fita dupla, passagem e religação. No modelo do tipo passagem de fita, o dúplex de DNA a ser clivado (segmento G-gate) liga-se à fenda que atravessa o topo do domínio clivagem/reunião. A ligação do ATP ao domínio de ligação de ATP induz, então, uma sequência de mudanças conformacionais, nas quais um segmento é clivado e os dois fragmentos resultantes são separados um do outro por pelo menos 20 A, pela ação da proteína. Isso permite a passagem do segmento de DNA transportado (segmento T), através da quebra no DNA e do portão superior do domínio de quebra/reunião da enzima (que pode conter também porções do domínio ATPase) para dentro do seu orifício central, incrementando, assim, o número de ligação do DNA em 2 unidades, ou seja o resultado é a produção líquida de dois superenrolamentos negativos em um DNA circular. Depois, em um processo que é acompanhado pela hidrólise de ATP, o portão superior fecha para selar novamente o DNA clivado, e o segmento transportado passa pelo portão inferior do domínio de quebra/reunião. Finalmente, o ADP e o Pi resultantes são liberados e o portão inferior fecha para formar a enzima reciclada.

### Inibidores farmacológicos
As topoisomerases do tipo IIA bacterianas são inibidas por várias substâncias que são incapazes de afetar eucariotos. Dentre elas se pode citar a novobiocina, um membro da família de antibióticos da cumarina derivados de Streptomyces, e a ciprofloxacina (nome comercial Cipro), um membro da família de antibióticos da quinolona, gerados sinteticamente. Esses agentes inibem profundamente os processos de replicação do DNA e de transcrição do RNA em bactérias, demonstrando,  a importância do superenrolamento adequado do DNA nesses processos.
Estudos realizados anteriores demonstraram que a ciprofloxacina associa-se com a GyrA e a novobiocina liga-se à GyrB.